# Jarosław Pawłowski
Jarosław Pawłowski (ur. 22 sierpnia 1972 w Gdańsku) – polski menedżer, analityk, ekonomista, urzędnik państwowy i samorządowy, w latach 2008–2011 podsekretarz stanu w Ministerstwie Rozwoju Regionalnego.

## Życiorys
W 1998 ukończył studia magisterskie z ekonomii na Wydziale Zarządzania Uniwersytetu Gdańskiego, a w 2000 także studia z zarządzania miastem na Uniwersytecie Erazma w Rotterdamie. Zdobył stypendium rektora UG (1992), a także II nagrodę w konkursie „Ruhr Award” (2001) i nagrodę marszałka województwa za wdrażanie programu Phare SSG. Autor publikacji poświęconych finansom rozwojowi regionalnemu.
W latach 1995–1997 pracował w Gdańskiej Akademii Bankowej Instytutu Badań nad Gospodarką Rynkową jako analityk i młodszy specjalista. Od 1997 do 1999 pracował jako konsultant ekonomiczny i szkoleniowiec dla różnych firm z Trójmiasta. W latach 1998–1999 zatrudniony w Rządowym Centrum Studiów Strategicznych, odpowiadając za tworzenie analiz rozwoju regionalnego Pomorza. W 2001 odbył staż stypendialny w Rurkohle AG w Essen, następnie pracował w Urzędzie Marszałkowskim Województwa Gdańskiego na stanowisku kierownika Biura Programów Regionalnych, a od kwietnia 2003 – dyrektora Departamentu Programów Regionalnych, uczestnicząc m.in. w tworzeniu i implementacji Regionalnego Programu Operacyjnego. W latach 2003–2007 był wiceprzewodniczącym Rady Nadzorczej Agencji Rozwoju Pomorza. W kwietniu 2007 zasiadł w radzie nadzorczej Pomorskiej Specjalnej Strefy Ekonomicznej.
1 stycznia 2008 powołany na stanowisko podsekretarza stanu w Ministerstwie Rozwoju Regionalnego, odpowiedzialnego za strategię, współpracę z Unią Europejską i zagospodarowanie przestrzenne kraju. Odwołany z funkcji 7 stycznia 2011. Pracował następnie jako menedżer Pomorskiej Specjalnej Strefy Ekonomicznej, doradca prezydenta Gdańska i menedżer samorządowej spółki komunikacyjnej InnoBaltica.